# 아즈미 신이치로
아즈미 신이치로(安住 紳一郎, 1973년 8월 3일~)는 일본의 언론인이자 TBS 홀딩스 소속의 남성 아나운서이다. 별칭은 TBS의 귀공자이다.

## 생애

### 성장 배경, 교육, 학창 시절의 활동
일본 홋카이도 오비히로시 출생. 부모는 두 사람 모두 사탕공장 경리 직원이었다. 초등학교 2학년까지는 아바시리군 비호로정에서 자랐으며, 이후 가사이군 메무로정으로 이사하여 그곳에서 성장기를 보냈다. 초등학생 시절에는 소년 야구팀 ‘메무로 재거스’의 일원으로 활동하였다.
메무로정립 메무로중학교를 거쳐 홋카이도 오비히로 하쿠요 고등학교에 진학. 고등학교 3학년의 한때는 부모의 직장 사정으로 인해 혼자 생활한 경험도 있다. 졸업 후에는 요요기 제미나루 삿포로교에서 재수 생활을 하며 공부하여, 메이지대학교 문학부 문학과에 입학하였다. 대학 재학 중에는 사이토 다카시 세미나에 소속되었으며, 이후 TBS의 프로그램 『정보 7days 뉴스캐스터』에서 사이토와 공동 출연하게 된다. 사이토는 해당 프로그램의 고정 해설자로 활약하였다. 1997년 3월 메이지대학교 문학부 문학과를 졸업하였다.
중학교 및 고등학교 국어 교원 자격증을 취득했으며, 화법검정 1급도 보유하고 있다. 누나와 마찬가지로 교사를 지망하며 교육 실습도 마쳤고, 이미 취직이 확정된 고등학교도 있었다. 그러나 어느 날 대학 게시판에서 우연히 아나운서 모집 포스터를 발견한 것이 계기가 되어 “교사와 아나운서 모두 다수를 상대로 한 커뮤니케이션이라는 공통점이 있으며, 교사가 되기 위한 공부에도 도움이 될 것”이라는 생각으로 기념삼아 아나운서 시험을 보기로 결심하였다. 취업 활동을 위한 이력서 사진은 야마노우에 호텔 사진실에서 촬영하였다.
TBS(현 TBS 홀딩스), 닛폰TV, 후지TV, TV 아사히의 아나운서 시험에 응시했으며, 닛폰TV는 서류심사에서 탈락, TV 아사히는 최종 심사 직전에 탈락하였다. TBS와 후지TV는 1차 심사를 통과하였으나, 후지TV는 인사부장과의 연락이 늦어 불합격하였다. 최종적으로는 TBS에만 합격하였다. 

### 직무 경력
1997년 4월 아나운서로서 TBS에 입사하였다. 같은 해 『정보! 모기타테 사라다』, 『하나마루 마켓』에 ‘하나마루 에이프런대’ 역할로 출연하며 방송 경력을 시작하였다. 1998년부터는 정보 프로그램 『저스트』의 수·목·금요일 방송에 출연하였으며(〜2005년), 1999년부터는 『산마의 SUPER 카라쿠리 TV』(〜2014년) 등 다수의 프로그램에 고정 출연하였다.
2002년에는 『오하요! 굿데이』 내 “영수증 분석 코너”에 출연하였으며, 같은 해 여름 시즌 드라마 『내가 지구를 구한다』와 겨울 시즌 드라마 『기사라즈 캣츠아이』 최종회에도 본인 역할로 특별 출연하였다. 2003년에는 드라마 『GOOD LUCK!!』에서 본인의 이름을 패러디한 파일럿 ‘야스즈미 류지로’ 역으로 출연하였다.
2004년 10월 1일부로 조직 개편에 따라 TBS TV로 파견되었으며, 2006년 5월부터 7월까지 방송된 드라마 『사랑의 극장 - 나는 주부다』에서는 회상 장면에 등장하는 젊은 시절의 나쓰메 소세키 역을 맡아 연기하였다. 2009년 4월 1일 TBS 그룹이 방송 지주회사 체제로 이행함에 따라 TBS TV로 자동 전속되었다. 2018년에는 초대 ‘간장 대사(しょうゆ大使)’에 임명되기도 하였다.
2019년 7월 1일부로 소속 부서인 TBS TV 종합편성본부 아나운스센터 내에서의 직위가 ‘국차장 대우’로 변경되었다. 부장 직책을 거치지 않고 상위 직책으로 바로 승진한 것이며, 본인은 후에 이를 “2계급 특진, 순직자급 승진이었다”고 회상하였다. 이후 2020년에는 ‘국장 대우’로 다시 승진하였다.
2021년 10월 4일(방송상으로는 10월 1일)부터는 평일 조간 생방송 프로그램 『THE TIME,』(오전 5:208:00)에서 월목요일 종합 진행을 맡고 있다. TBS TV 제작의 전국 네트워크 생방송 와이드 프로그램에서 정규 캐스터로 활동하는 것은 『저스트』 종영(2005년 3월) 이후 16년 반 만이다. 다만, 생방송으로 진행되는 다른 정규 프로그램인 토요일 밤 『정보7days 뉴스캐스터』와 일요일 오전 『일요천국』에도 계속 출연하고 있어, 『THE TIME,』에는 사전에 월~목요일만 출연하기로 조정되었다.
한편, 녹화 중심의 정규 프로그램 중에서는 『나카이 마사히로의 금요일의 스마일들에게』 출연은 지속되는 반면, 장시간 로케이션 촬영을 필요로 하는 『핏탄코 캉캉』은 2021년 9월 24일 방송을 끝으로 종영되었다.
2023년 7월 1일부로 TBS TV 내 직책이 ‘종합편성본부 아나운스센터 임원 대우 엑스퍼트 직’으로 변경되었다. 이는 TBS의 아나운서 출신 가운데 아나운스 이외의 부서로의 전출 없이 현직에서 임원급 지위(임원 대우)까지 오른 최초의 사례이다. 이후 2024년 1월 1일부 조직 개편에 따라 직책이 ‘콘텐츠 전략본부 아나운스센터 임원 대우 엑스퍼트 직’으로 다시 변경되었다.

## 프로그램 출연
- THE TIME, 총괄진행(월~목, 2021년 10월 1일~) TBS 텔레비전
- 신 정보 7DAYS 뉴스 캐스터 합동진행(토요일, 2008년 10월 4일~) TBS 텔레비전
- 아즈미 신이치로의 일요천국 진행(일요일, 2005년 4월 10일~) TBS 라디오

## 여담
- 아즈미 신이치로(安住 紳一郎)와 닮은 연예인으로는 대한민국의 배우 조한선과 닮았다.
- 지난 1일[언제?]에 50세 나이에 38세 여성이자 프리랜서 아나운서이자 연기자 출신인 니시지마 마도카(西島まどか)와 결혼을 했다.